# Турач лісовий
Тура́ч лісовий (Peliperdix lathami) — вид куроподібних птахів родини фазанових (Phasianidae). Мешкає в Західній і Центральній Африці. Вид названий на честь англійського орнітолога Джона Летема. Це єдиний представник монотипового роду Лісовий турач (Peliperdix).

## Опис

Лісові турачі

Довжина птаха становить 23 см, вага 270 г. Верхня частина тіла каштанова, обличчя чорнувато-сіре, горло чорне, нижня частина тіла чорна, поцяткована білими плямами. Самиці мають менш темне, більш коричневе забарвлення. Загалом, лісові турачі є схожими на ітурійських турачів, однак вирізняються темним дзьобом, відсутністю плям голої червоної шкіри на обличчя і жовтими, а не червоними лапами.

## Підвиди
Виділяють два підвиди:
- P. l. lathami (Hartlaub, 1854) — від Сьєрра-Леоне до Габону, північного заходу ДР Конго і Кабінди (Ангола);
- P. l. schubotzi (Reichenow, 1912) — від заходу ДР Конго до південного заходу Південного Судану, західної Уганди і північно-західної Танзанії.

## Поширення і екологія
Лісові турачі мешкають в Сьєрра-Леоне, Гвінеї, Ліберії, Кот-д'Івуарі, Гані, Того, Нігерії, Камеруні, Габоні, Екваторіальній Гвінеї, Республіці Конго, Демократичній Республіці Конго, Південному Судані, Центральноафриканській Республіці, Ефіопії, Уганді і Анголі. Вони живуть в густому підліску вологих тропічних лісів, в галерейних лісах і прибережних заростях. Зустрічаються на висоті до 1400 м над рівнем моря. Живляться переважно безхребетними, зокрема термітами, мурахами, жуками і равликами, а також доповнюють свій раціон плодами, насінням і зеленими частинами рослин. Сезон розмноження в західному Камеруні триває з грудня по лютий, в ДР Конго з грудня по квітень. Лісові турачі гніздяться серед сузого листя, між корінням дерев. В кладці 2-3 яйця.